# Balsorano
Balsorano est une commune italienne d'environ 3 400 habitants, située dans la province de L'Aquila, dans la région Abruzzes, en Italie méridionale.

## Monuments et patrimoine
- le château Piccolomini
- le Sanctuaire Sant'Angelo
- l'église Madonna delle grazie (ou Madonna del osteria)

- fête patronale de Saint-Georges (23 avril)
- procession de l'Assomption (15 août)

## Administration
| Période                                  | Période  | Identité        | Étiquette     | Qualité |
| ---------------------------------------- | -------- | --------------- | ------------- | ------- |
| 28 mai 2002                              | En cours | Armando Margani | Centro-Destra |         |
| Les données manquantes sont à compléter. |          |                 |               |         |

### Hameaux
Balsorano vecchio, Case Marconi, Collecastagno, Collepiano, Fosse, La Selva, Grottella, Pagliare, Pelagalli, Ridotti, Tre Ponti

### Communes limitrophes
Collelongo, Pescosolido (FR), San Vincenzo Valle Roveto, Sora (FR), Veroli (FR), Villavallelonga